# L'Après-midi d'un tortionnaire
Pour plus de détails, voir Fiche technique et Distribution.
L'Après-midi d'un tortionnaire (Dupa-amiaza unui tortionar) est un film roumain réalisé par Lucian Pintilie, sorti en 2001.

## Synopsis
Frant Tandara, ex-tortionnaire sous le régime communiste, avoue ses crimes à une journaliste.

## Fiche technique
- Titre : L'Après-midi d'un tortionnaire
- Titre original : Dupa-amiaza unui tortionar
- Réalisation : Lucian Pintilie
- Scénario : Lucian Pintilie d'après le roman de Doina Jela
- Pays d'origine :  Roumanie
- Format : couleurs - 1,66:1 - Dolby Digital - 35 mm
- Genre : drame
- Durée : 80 minutes
- Date de sortie : 2001

## Distribution
- Gheorghe Dinica : Frant Tandara
- Ioana Ana Macaria : le journaliste
- Radu Beligan : le professeur
- Coca Bloos : femme de Frant
- Dorina Chiriac : la commissaire
- Cristina Agachi : la tante
- Serban Pavlu : Ticuta
- Marius Radu : Frant enfant
- Florin Roata : le père
- Loredana Stefan : sœur de Frant